# Tyrannochthonius troglophilus
Tyrannochthonius troglophilus är en spindeldjursart som först beskrevs av Beier 1968.  Tyrannochthonius troglophilus ingår i släktet Tyrannochthonius och familjen käkklokrypare. Inga underarter finns listade i Catalogue of Life.